# Graphania infensa
Graphania infensa är en fjärilsart som beskrevs av Walker 1857. Graphania infensa ingår i släktet Graphania och familjen nattflyn. Inga underarter finns listade i Catalogue of Life.